# Verseveldtia
Verseveldtia is een geslacht van neteldieren uit de klasse van de Anthozoa (bloemdieren).

## Soorten
- Verseveldtia bucciniforme Williams, 1990
- Verseveldtia trochiforme (Hickson, 1900)
- Verseveldtia trochiformis (Hickson, 1900)